# Государственный комитет по вопросам имущества Азербайджана
Государственный комитет по вопросам имущества Азербайджанской Республики (азерб. İqtisadiyyat Nazirliyi yanında Əmlak Məsələləri Dövlət Xidməti) — учреждение в структуре Министерства экономики Азербайджанской Республики, осуществляющее государственную политику в области управления государственным имуществом, его приватизации, составления и ведения государственного реестра недвижимого имущества, единого государственного кадастра недвижимости, ведения адресных реестров, государственного земельного кадастра, землеустройства, государственного управления землями, организации земельного рынка, а также государственного контроля за использованием и охраной земель.

## История
Комитет создан 23 октября 2019 года Указом Президента Азербайджана «О расширении функций и структуры Министерства экономики Азербайджанской Республики».
12 мая 2020 года утверждено положение о Государственном комитете по вопросам имущества Азербайджанской Республики.

## Общие сведения
Состоит из Аппарата и территориальных отделений.
В структуру входят:
- Государственный кадастр и реестр недвижимого имущества;
- Центр организации аукционов;
- Центр организации и координации корпоративного управления.

При Комитете действует Проектно-исследовательский центр кадастра и землеустройства.

## Обязанности
- участвовать в подготовке нормативно-правовых актов, регулирующих соответствующую сферу, давать по ним заключения и предложения;
- участвовать в разработке и реализации проектов государственных программ и концепций развития в соответствующей сфере;
- участвовать в анализе, прогнозировании и определении перспективных направлений развития различных секторов экономики в связи с управлением и приватизацией государственного имущества;
- обеспечивать управление и приватизацию государственного имущества, его отчуждение, регистрацию и привлечение инвестиций в приватизированные государственные предприятия;
- осуществлять контроль за охраной и сохранностью государственного имущества, организовывать составление описей государственного имущества государственными юридическими лицами, анализировать ситуацию эффективного использования государственного имущества на основании отчётов об использовании имущества, давать согласие менять целевое назначение недвижимости;
- организовывать ведение реестра государственного имущества, получать для этого необходимую информацию от государственных органов (учреждений).

## Деятельность
Ведутся электронная информационная система земельно-кадастрового учета (TEKUİS), землеустроительные и геоботанические исследования, определяются границы округов, муниципалитетов, административно-территориальных единиц; подготавливаются различного типа географические карты районов, городов; осуществляется работа по переводу сведений реестров из бумажного в электронный формат.
В 2022 году создана электронная база объектов и учреждений.
Организуются публичные торги. Создана электронная система публичных торгов, после её введения участники торгов получили возможность электронной подачи заявок.
Осуществляется оценка стоимости недвижимого имущества и земель. Внедрена электронная система «Рынок недвижимого имущества». В систему вносятся кадастровые данные, технические сведения, сведения о стоимости продажи и аренды недвижимого имущества и земель.
1 января 2023 года начал работу портал регистрации государственного недвижимого имущества. В него заносятся сведения об организациях, использующих государственное недвижимое имущество.

### AzPOS
Комитетом создана Азербайджанская система позиционирования и наблюдения (AzPOS). На территории 45 районов Азербайджана установлено 45 станций позиционирования. Они в постоянном режиме принимают сигналы систем GPS, ГЛОНАСС, Галилео, Бэйдоу. Система оказывает услуги Differential GPS, Real Time Kinematic, услуги пост-процессинга. Станции расположены на расстоянии 30 — 40 км друг от друга, оснащены современными системами спутниковой навигации и работают беспрерывно. Радиус работы станций — 30 км. Расстояние связи станций — 70 км.

### На территории Карабаха
После Второй карабахской войны Комитет осуществляет полевые измерительные работы по землеустройству, электронный кадастровый учёт на территории Карабаха. С 2022 по июль 2024 года проведены полевые измерительные работы на площади свыше 1 млн гектаров.
Работы по землеустройству завершены на территории Зангиланского, Губадлинского, Кельбаджарского, Джебраильского, Лачинского, Агдамского, Физулинского районов. Данные электронного кадастрового учета территории перенесены в TEKUIS. В Ходжавендском и Агдеринском районах на июль 2024 года измерительные работы продолжаются. Проводятся геоботанические исследования. Их результаты также заносятся в TEKUIS.
В 2021 году Комитетом создана система цифровой геоинформации Карабаха. В рамках данного проекта осуществляется сбор и обработка информации от государственных органов о недвижимом имуществе, инфраструктуре Карабаха, государственных и общественных зданиях, населённых пунктах, объектах инфраструктуры, лесном фонде; оценка состояния объектов Карабаха до и после оккупации, определение размера причинённого вреда; собираются сведения о созданных инфраструктурных объектах на территории Карабаха после возвращения.

## Руководство
- Метин Эйнуллаев (с 6 мая 2021)[7]